# Estación de Ádler
La estación de ferrocarril de Ádler (del ruso: Станция Адлер) es una estación de ferrocarril de la red del ferrocarril del Cáucaso Norte. Está situada en el distrito de Ádler de la unidad municipal de la ciudad de Sochi del krai de Krasnodar del sur de Rusia. Se halla en la zona occidental de Ádler, junto a la costa del mar Negro.

## Historia

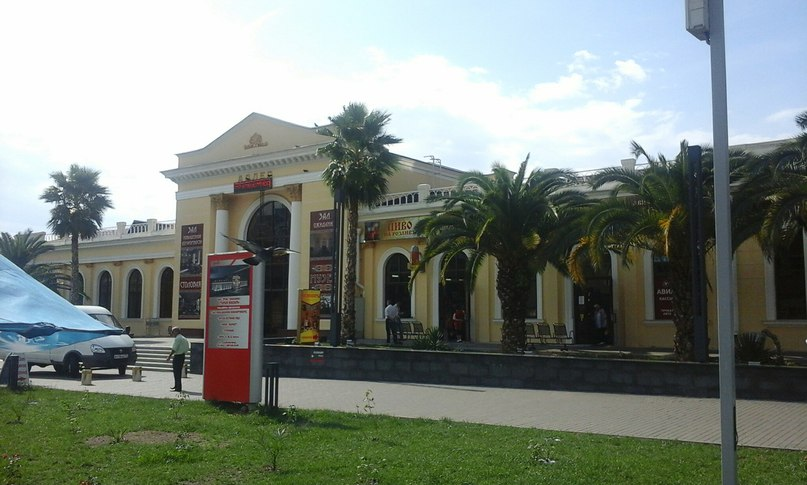
Edificio de la antigua estación.

La antigua estación de trenes de Ádler se construyó en 1929 y pronto cobraría importancia para el transporte de la región. Tras varias reformas menores se inició la construcción de una nueva terminal ferroviaria en noviembre de 2010. El diseño de la obra se encomendó a un equipo de arquitectos coordinados por A. P. Danilenko del gabinete de diseño científico Mostovik. La obra se proyectó para finalizarse en 2013, un año antes de los Juegos Olímpicos de invierno de 2014. La estación puede prestar servicio a entre 3 000 - 5 000 pasajeros. El 28 de octubre de 2013, en presencia del Presidente de la Federación Rusa Vladímir Putin y del Presidente del Comité Olímpico Internacional Thomas Bach, se inauguró el edificio.

## Rutas de cercanías
| Tipo        | Ruta                        | Tipo        | Ruta                        |
| ----------- | --------------------------- | ----------- | --------------------------- |
| Suburbano   | Ádler — Sujumi              | Suburbano   | Sujumi — Ádler              |
| Expreso     | Maikop — Ádler              | Expreso     | Ádler — Maikop              |
| Expreso     | Sochi — Krásnaya Poliana    | Expreso     | Krásnaya Poliana — Sochi    |
| Aeroexpreso | Sochi — Aeropuerto de Sochi | Aeroexpreso | Aeropuerto de Sochi — Sochi |
| Suburbano   | Tuapsé — Ádler              | Suburbano   | Ádler — Tuapsé              |
| Expreso     | Tuapsé — Ádler              | Expreso     | Ádler — Tuapsé              |

## Larga distancia
Lista de trenes en 2013:
| Nº tren              | Ruta                    | Nº tren              | Ruta                              |
| -------------------- | ----------------------- | -------------------- | --------------------------------- |
| 11 Sochi             | Moscú — Ádler           | 12 Sochi             | Ádler — Estación de Kazán (Moscú) |
| 13                   | Sarátov — Ádler         | 14                   | Ádler — Sarátov                   |
| 17                   | Kiev — Ádler]           | 18                   | Ádler — Kiev                      |
| 35 Sévernaya Palmira | San Petersburgo — Ádler | 36 Sévernaya Palmira | Ádler — San Petersburgo           |
| 87                   | Nizhni Nóvgorod — Ádler | 88                   | Ádler — Nizhni Nóvgorod           |
| 103 Premium          | Moscú — Ádler (2 pisos) | 104 Premium          | Ádler — Moscú (2 pisos)           |
| 115                  | San Petersburgo — Ádler | 116                  | Ádler — San Petersburgo           |
| 127                  | Krasnoyarsk — Ádler     | 128                  | Ádler — Krasnoyarsk               |
| 139                  | Novosibirsk — Ádler     | 140                  | Ádler — Novosibirsk               |
| 301                  | Minsk — Ádler           | 302                  | Ádler — Minsk                     |
| 305                  | Moscú — Sujumi          | 306                  | Sujumi — Moscú                    |
| 309                  | Vorkutá — Ádler         | 310                  | Ádler — Vorkutá                   |
| 343                  | Cheliábinsk — Ádler     | 344                  | Ádler — Cheliábinsk               |
| 345                  | Nizhni Taguil — Ádler   | 346                  | Ádler — Nizhni Taguil             |
| 353                  | Perm — Ádler            | 354                  | Ádler — Perm                      |
| 359                  | Kaliningrado — Ádler    | 360                  | Ádler — Kaliningrado              |
| 375                  | Gómel — Ádler           | 376                  | Ádler — Gómel                     |
| 641                  | Rostov del Don — Ádler  | 642                  | Ádler — Rostov del Don            |
| 643                  | Kislovodsk — Ádler      | 644                  | Ádler — Kislovodsk                |
| 679                  | Vladikavkaz — Ádler     | 680                  | Ádler — Vladikavkaz               |